# Deutsche Gesellschaft für Hebammenwissenschaft
Die Deutsche Gesellschaft für Hebammenwissenschaft (DGHWi) ist eine wissenschaftliche Fachgesellschaft, die sich der Förderung von Forschung, Lehre und klinischer Praxis in der Hebammenwissenschaft widmet. Die Fachgesellschaft hat die Rechtsform eines eingetragenen Vereins und ist Mitglied der Arbeitsgemeinschaft der Wissenschaftlichen Medizinischen Fachgesellschaften (AWMF).

## Geschichte
Die Idee zur Begründung einer Fachgesellschaft für die Hebammenwissenschaft entwickelte sich aus einer im Jahr 2006 gegründeten Arbeitsgemeinschaft mehrerer Fakultäten und Universitäten heraus. Der Prozess mündete in einer gemeinschaftlich getragenen Initiative, durch die die Deutsche Gesellschaft für Hebammenwissenschaft am 19. Juni 2008 als eingetragener Verein in Osnabrück gegründet wurde.

## Zeitschrift
Offizielles Organ der DGHWi ist die Zeitschrift für Hebammenwissenschaft (ZHWi), die im Jahr 2013 begründet wurde und seitdem zweimal im Jahr erscheint. Seit 2014 werden die hier enthaltenen Originalarbeiten in der Online-Ausgabe der Fachzeitschrift, der GMS Zeitschrift für Hebammenwissenschaft, nicht nur den Mitgliedern der DGHWi und den Abonnenten der ZHWi, sondern der Öffentlichkeit per Open Access zur Verfügung gestellt. In der ZHWi erscheinen unter anderem wissenschaftliche Studien zur hebammenspezifischen Versorgung, zur Frauengesundheit, zur Berufsgeschichte und zur methodischen und theoretischen Entwicklung der Hebammenwissenschaft.

## Leitlinien
Die DGHWi ist seit 2015 Mitglied der Arbeitsgemeinschaft der Wissenschaftlichen Medizinischen Fachgesellschaften (AWMF), die die Leitlinienarbeit von über 170 deutschsprachigen Fachgesellschaften koordiniert und entsprechende Publikationen herausgibt. Die DGHWi ist die einzige Fachgesellschaft innerhalb der AWMF, die ein Pflegethema vertritt. Sie war an der Erstellung und Veröffentlichung von 18 AWMF-Leitlinien beteiligt und wirkte bei einer Leitlinie als federführende Fachgesellschaft mit: Die vaginale Geburt am Termin, gemeinsam verantwortet mit der Deutschen Gesellschaft für Gynäkologie und Geburtshilfe (DGGG). Diese S3-Leitlinie erschien am 22. Dezember 2020 und trägt die AWMF-Registernummer 015-083. Wesentliche Grundlage der Leitlinie waren die Empfehlungen der NICE-Leitlinie „Intrapartum care for healthy women and babies“ des britischen National Institute for Health and Care Excellence. Durch die Einbindung der Bundeselterninitiative Mother Hood floss bei der Leitlinienentwicklung die Perspektive von Eltern mit ein. Die Kosten, die bei der redaktionellen Bearbeitung des Textes entstanden, wurden von der DGHWi übernommen. Derzeit ist die DGHWi an der Erstellung von 14 weiteren Leitlinien beteiligt (Stand 2022). Gemeinsam mit der Deutschen Gesellschaft für Kinder- und Jugendmedizin erarbeitet die DGHWi federführend eine Leitlinie zur Stilldauer und Interventionen zur Stillförderung, zur Therapie der Lippen-Kiefer-Gaumenspalten sowie zur Prophylaxe dysregulierten Gebrauchs digitaler Bildschirmmedien in der Kindheit.

## Engagement
Neben ihrer Mitgliedschaft in der AWMF ist die DGHWi Mitglied im Deutschen Netzwerk Evidenzbasierte Medizin, dem Deutschen Netzwerk Versorgungsforschung und dem Arbeitskreis Frauengesundheit in Medizin, Psychotherapie und Gesellschaft. Zudem kooperiert die DGHWi mit der Cochrane Deutschland Stiftung.

### Reform des Hebammenberufes 2017–2019
In den Jahren 2005 und 2013 formulierte die Europäische Union Richtlinien zur Akademisierung des Hebammenberufs aus. Diese sollte in den Mitgliedsstaaten bis zum Jahr 2020 gesetzlich geregelt werden. In Reaktion darauf erarbeitete die DGHWi gemeinsam mit dem Deutschen Hebammenverband ein Eckpunktepapier zur Umsetzung in Deutschland, das im April 2017 vorgestellt wurde. Auf Basis der im Koalitionsvertrag festgelegten Verabredungen setzte sich auch die Bundesregierung ab Herbst 2017 verstärkt für die Akademisierung des Hebammenberufs nach EU-Vorgaben ein. Das Gesetz zur Reform der Hebammenausbildung, das ein abgeschlossenes Studium zur Voraussetzung der Berufsausübung verbindlich vorschreibt, wurde im November 2019 im deutschen Bundesgesetzblatt veröffentlicht und trat am 1. Januar 2020 in Kraft. Wesentliche Aspekte der im gemeinsamen Eckpunktepapier der DGHWi und des DHV gemachten Vorschläge wurden vom Gesetzgeber übernommen, beispielsweise die Festschreibung der Begriffsbezeichnung „Hebamme“ auch für männliche Berufsangehörige.

### Deutscher Ärzte-Appell 2019
Im Jahr 2019 schloss sich die DGHWi der Initiative „Rettet die Medizin“ an, die vom Wochenmagazin Stern unterstützt wurde. Die Initiative sprach sich gegen das System der Krankenhaus-Finanzierung durch Fallpauschalen aus und machte auf die Gefahren von „Übertherapie und Unterversorgung“ in deutschen Krankenhäusern aufmerksam.